# Alternarioza ziemniaka

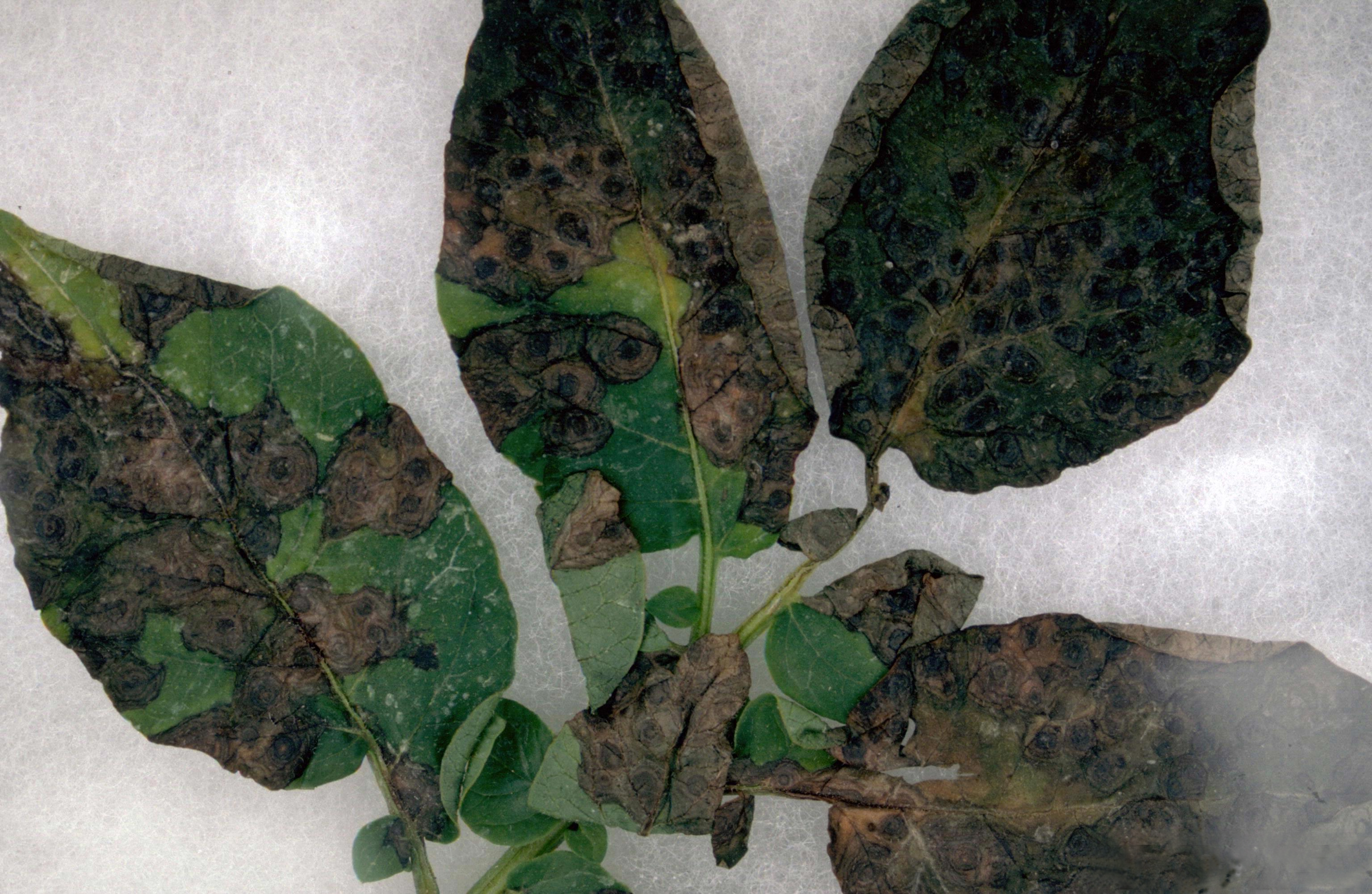
Koncentryczne strefowanie plamy na liściu

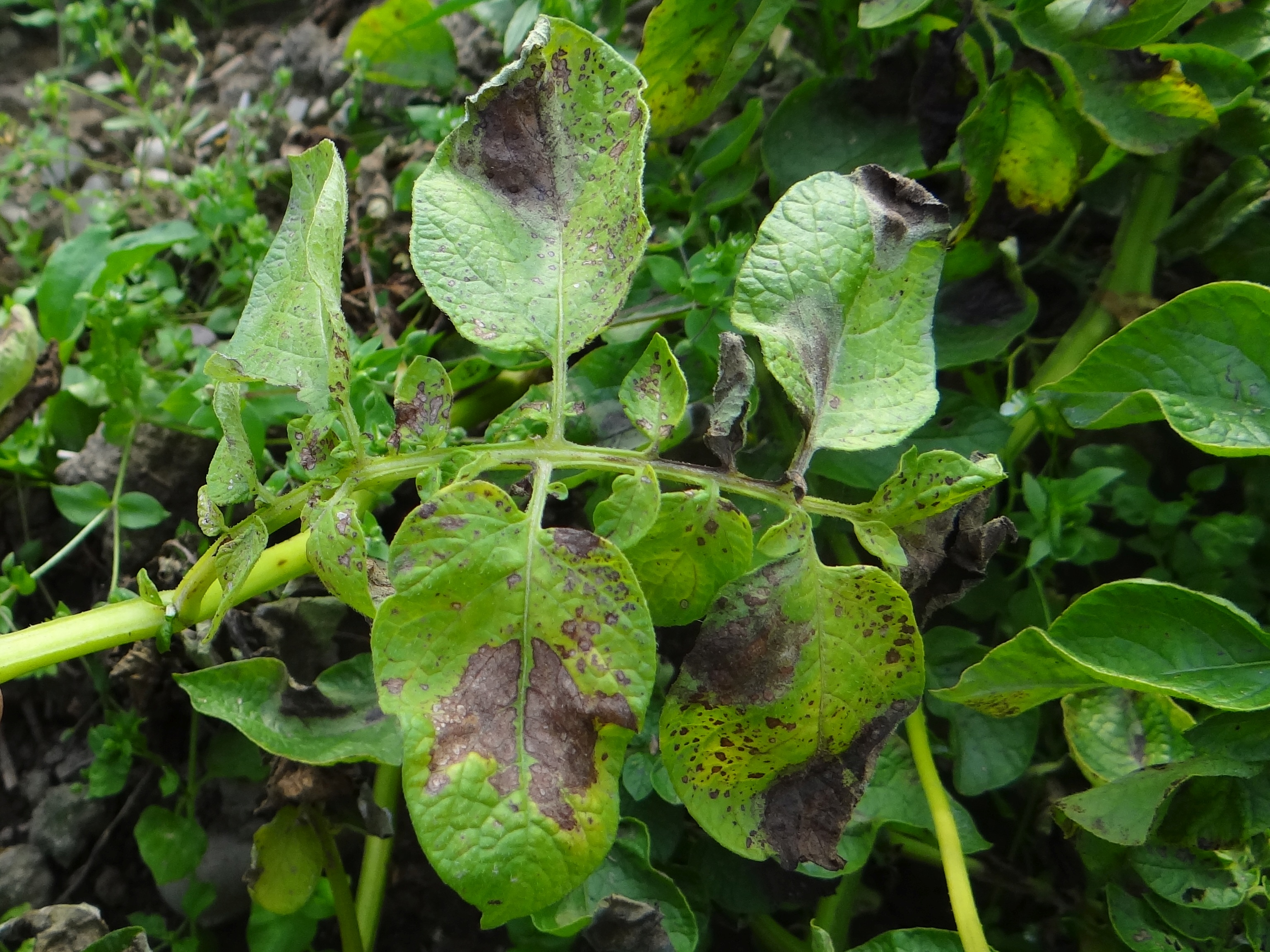
Objawy na liściach ziemniaka

Alternarioza ziemniaka lub sucha plamistość liści ziemniaka (ang. early blight of potato) – grzybowa choroba ziemniaka. Wywołują ją dwa gatunki grzybów: Alternaria solani i Alternaria alternata.

## Objawy
Pierwsze objawy pojawiają się na liściach ziemniaków czasami już na początku wzrostu rośliny. Mają postać brunatnoczarnych plam o średnicy 0,5–2 cm. Ich charakterystyczną cechą jest koncentryczne strefowanie. Początkowo plamy są owalne, w miarę wzrostu jednak stają się wieloboczne, ograniczone przez nerwy liścia. Dookoła plam liść przybiera żółtą barwę, porażone tkanki ulegają nekrozie i liść obumiera. Plamy tworzą się również na bulwach ziemniaka, a czasami także na łodygach. Na powierzchni bulw plamy są brunatne, koncentrycznie strefowane. Zaatakowana zostaje także tkanka miękiszowa, wskutek czego powstaje w tym miejscu wgłębienie. Miąższ chorej tkanki jest brunatny i wyraźnie odgraniczony od zdrowej tkanki. Chore części bulw ziemniaków są bardzo twarde. Przy dużej wilgotności powietrza na plamach tworzy się szary, aksamitny nalot. Są to konidiofory wytwarzające zarodniki konidialne. Plamy najwcześniej pojawiają się na dolnych liściach.

## Szkodliwość
Przedwczesne obumieranie liści skutkuje obniżeniem plonów. Chore bulwy ziemniaków i owoce pomidorów nie nadają się do spożycia. Chore bulwy źle się przechowują, a po posadzeniu albo nie kiełkują, albo wkrótce po wykiełkowaniu sadzonka obumiera.
Różne odmiany ziemniaków charakteryzują się różną odpornością na tę chorobę. W Polsce epidemie tej choroby występują tylko na nielicznych, bardzo na nią podatnych odmianach. Wśród odmian ziemniaków bardzo podatna jest np. ‘Frezja’. Alternarioza ziemniaka rozwija się głównie na roślinach osłabionych, wcześniej zaatakowanych przez inne patogeny, lub niedożywionych, z niedoborem potasu. Straty plonu mogą wynosić od 20% do nawet 50%.

## Epidemiologia
Grzybnia patogenu zimuje w chorych bulwach ziemniaków oraz w resztkach pędów pozostawionych w ziemi po wykopkach. Wytwarzanie zarodników oraz ich kiełkowanie następuje tylko podczas wilgotnej pogody. Optymalna dla tego procesu temperatura to 19–23°. Rozprzestrzenianiu zarodników sprzyja natomiast sucha pogoda. Tak więc choroba najbardziej rozprzestrzenia się podczas na przemian występujących okresów deszczowej i bezdeszczowej pogody. Patogen ten znany jest tylko w postaci anamorfy, do tej pory nie zaobserwowano rozmnażania płciowego. Zarówno infekcji pierwotnej, jak i wtórnej dokonują bezpłciowo wytwarzane zarodniki konidialne.
Wśród roślin uprawnych w Polsce Alternaria solani wywołuje jeszcze alternariozę papryki i alternariozę pomidora.

## Zwalczanie
Zapobieganie chorobie polega na wysadzaniu zdrowych sadzeniaków ziemniaka oraz uprawianiu odmian odpornych. Profilaktycznie lub przy pojawieniu się pierwszych objawów choroby należy plantację opryskiwać fungicydami ditiokarbaminianowymi i tiokarbamylowymi (mankozeb, propineb), chloronitrylowymi (chlorotalonil), dinitroanilinowymi (fluazynam) lub ftalimidowymi (folpet). Wskazane jest także dokładne usuwanie z pola resztek pożniwnych.

## Brunatna plamistość liści ziemniaka
Chorobę o tej nazwie, wywołaną przez Alternaria alternata wyróżniają niektórzy fitopatolodzy. Według wykazu „Polskie nazwy chorób roślin uprawnych” nie istnieje taka choroba, chorobę ziemniaka wywołaną przez A. alternata i A. solani określa się jedną nazwą – alternarioza ziemniaka.